# Kentico CMS
Kentico CMS est un système de gestion de contenu (CMS acronyme anglais) pour créer et gérer sites Web, transactions en ligne, intranets et sites de la communauté en utilisant la technologie Web 2.0. Kentico est utilisé par plus de 12 000 portails Web dans 87 pays à travers le monde. Kentico CMS utilise les plates-formes ASP.NET et Microsoft SQL Server. Kentico permet le développement via un moteur de portail ou directement dans Visual Studio. Kentico est compatible avec Microsoft Windows Azure.

## Historique
Kentico CMS est mis au point par Kentico Software, fondé en 2004 par Petr Palas  et situé à Brno. En 2008, Logiciel Kentico a ouvert une succursale aux États-Unis et en 2010 une succursale en Grande-Bretagne  et une deuxième succursale aux États-Unis.
En 2010, Kentico Software a été proclamé comme étant l’entreprise tchèque ayant connu le développement le plus rapide, sur l’échelle FAST 50 Rising Stars de la société Deloitte, et ce, en raison d’une croissance de 1781% au cours des cinq dernières années.

## Modules
Les fonctionnalités de CMS Kentico couvrent cinq domaines : système de gestion de contenu, commerce en ligne, réseautage social, Intranet et marketing en ligne. Kentico CMS contient 40 modules et plus de 250 pièces web.

## Caractéristiques
- Le système de gestion de contenu avec le support pour le workflow, les droits d'accès et la création automatique des versions de documents
- Disponibilité du code source complet [13]
- Support Ajax
- API ouverte
- Support pour les versions mobiles des sites [14]
- Intégration avec Microsoft Sharepoint [15]
- Compétence des utilisateurs aux groupes d'utilisateurs et un site protégé
- Support multilingue de la version Web, y compris l'Unicode et langues écrites de la droite vers la gauche (arabe, hébreu, etc.)
- Le design et la navigation flexible : le menu du type drop-down (liste déroulante), tree (arbre), menu de la liste UL, les onglets [16]
- Interface utilisateur conviviale
- Intégration de la norme contrôles ASP.NET et soutien à leur contrôle
- Support de Visual Studio .NET et ASP.NET version 2.0 et 3.5[17]
- Éditeur WYSIWYG
- Optimisation pour les moteurs de recherche (SEO)
- Les standards du Web : XHTML, la mise en page de table ou CSS, WAI
- Les templates (site de l'entreprise, boutique en ligne, sites personnels)
- Plus de 100 pièces Web
- Autres caractéristiques

## licence
Limité à 1000 pages, ce système de gestion de contenu est proposé gratuitement. Plusieurs licences commerciales (Kentico CMS Base, Kentico CMS Ultimate) sont également proposées. Non limitées en nombre de pages, elles proposent des fonctionnalités différentes. Présenté comme la version la plus complète, le site officiel propose Kentico EMS, système de gestion de contenu d'entreprise.